# شيريل جابوريتشي
شيريل جابوريتشي (بالمولدوفية: Chiril Gaburici)‏؛ (ولد في 23 نوفمبر 1976 في Logănești -) هو رجل أعمال مولدوفي ورئيس وزراء مولدوفا العاشر، شغل المنصب من 18 فبراير 2015 حتى 22 يونيو 2015.